# Имеретски възвишения
Имеретските възвишения са плато в Централна Грузия.
Свързва веригите Голям Кавказ и Малък Кавказ. През него преминава вододелът между басейните на Черно море и Каспийско море.
Има малка до средна надморска височина и е силно разчленено от множество ерозионни долини.